# 히말라야가문비나무
히말라야가문비나무(학명: Picea smithiana)는 구과목 소나무과 가문비나무속에 속하는 상록 침엽수의 일종으로, 히말라야산맥 서부인 동북아프가니스탄·북파키스탄·인도·네팔 등지의 해발 2,400-3,600m 산악 지대에 서식한다.